# 鳴り響く限り
「鳴り響く限り」（なりひびくかぎり）は、YUKIの35枚目（通算では38作目）のシングル。2022年5月11日にエピックレコードジャパンから発売された。

## 解説
前作『Baby, it's you』からおよそ1年ぶりのシングルである。
表題曲である『鳴り響く限り』は、ジョージ朝倉が原作のアニメ『ダンス・ダンス・ダンスール』のオープニングテーマとして書き下ろされた。
期間生産限定盤としてリリースされており、同日にリリースされたEP『Free & Fancy』にも収録されている。期間生産限定盤には『ダンス・ダンス・ダンスール』のノンクレジット映像を収録したBlu-rayが付属している。

## シングル収録内容
| 全作詞: YUKI、全作曲: 小形誠、全編曲: 前田佑。 |                                |      |            |      |
| #                                              | タイトル                       | 作詞 | 作曲・編曲 | 時間 |
| 1.                                             | 「鳴り響く限り」               | YUKI | 小形誠     | 3:55 |
| 2.                                             | 「鳴り響く限り」(TV size)      | YUKI | 小形誠     | 1:31 |
| 3.                                             | 「鳴り響く限り」(Instrumental) | YUKI | 小形誠     | 3:55 |
| 合計時間:                                      | 合計時間:                      | 9:21 |            |      |

| #  | タイトル                                                                 | 作詞 | 作曲・編曲 |
| -- | ------------------------------------------------------------------------ | ---- | ---------- |
| 1. | 「TVアニメ『ダンス・ダンス・ダンスール』オープニングノンクレジット映像」 |      |            |